# Saison 2013-2014 de Galatasaray SK
Maillots
Chronologie
Saison précédente Saison suivante
La saison 2012-2013 de Galatasaray est la 57e apparition du club en Süper Lig.
Cette saison, le club participera à 4 compétitions officielles: La Supercoupe de Turquie, la Süper Lig, la Coupe de Turquie et la Ligue des Champions.
Le club jouera également le Championnat en tant que tenant du titre. Pour cette saison l'objectif principal du club est de pouvoir mettre une 4e étoile sur le logo et célébrer ainsi leur 20e championnat, 5 championnats valant une étoile.
Toutefois bouleversée par un brusque changement d'entraîneur après la cinquième journée de championnat,qui a provoqué un mouvement de colère chez les supporters, la saison commence par une victoire en Supercoupe contre le rival Fenerbahçe et se termine avec une Coupe de Turquie et une seconde place au classement, qualificative pour les phases de poules de la Ligue des Champions.

## Transferts

### Mercato d'été

#### Arrivées
| Nom du Joueur    | Nationalité | Âge    | Poste     | Coût           | Provenance         | Durée du contrat |
| ---------------- | ----------- | ------ | --------- | -------------- | ------------------ | ---------------- |
| Aurélien Chedjou | CMR         | 28 ans | Défenseur | 6 300 000 €    | LOSC Lille         | 3 ans            |
| Erman Kılıç      | TUR         | 29 ans | Milieu    | Fin de contrat | Sivasspor          | 2 ans            |
| Emmanuel Culio   | ARG         | 29 ans | Milieu    | Retour de prêt | Mersin Idman Yurdu |                  |
| Mehmet Batdal    | TUR         | 27 ans | Attaquant | Retour de prêt | Bucaspor           |                  |
| Ceyhun Gülselam  | TUR         | 25 ans | Milieu    | Retour de prêt | Kayserispor        |                  |
| Sercan Yıldırım  | TUR         | 22 ans | Attaquant | Retour de prêt | Sivasspor          |                  |
| Kazim Kazim      | TUR         | 26 ans | Milieu    | Retour de prêt | Blackburn Rovers   |                  |
| Umut Bulut       | TUR         | 30 ans | Attaquant | 2 700 000 €    | Toulouse FC        | 2 ans            |
| Felipe Melo      | BRE         | 30 ans | Milieu    | 3 750 000 €    | Juventus           | 3 ans            |
| Bruma            | POR         | 20 ans | Attaquant | 10 000 000 €   | Sporting CP        | 4 ans            |

#### Départs
| Nom du Joueur  | Nationalité | Âge    | Poste     | Transfert        | Destination          | Durée du contrat |
| -------------- | ----------- | ------ | --------- | ---------------- | -------------------- | ---------------- |
| Umut Bulut     | TUR         | 30 ans | Attaquant | Retour de prêt   | Toulouse FC          |                  |
| Felipe Melo    | BRE         | 30 ans | Milieu    | Retour de prêt   | Juventus             |                  |
| Tomáš Ujfaluši | RTC         | 35 ans | Défenseur | Libre            |                      |                  |
| Aydın Yılmaz   | TUR         | 25 ans | Milieu    | Libre            |                      |                  |
| Furkan Özçal   | TUR         | 22 ans | Milieu    | Prêt (100 000 €) | Kardemir Karabükspor | 1 an             |
| Çağlar Birinci | TUR         | 27 ans | Défenseur | Prêt             | Elazığspor           | 1 an             |
| Mehmet Batdal  | TUR         | 27 ans | Attaquant | Prêt             | İstanbul BB          | 1 an             |
| Erman Kılıç    | TUR         | 29 ans | Milieu    | 200 000 €        | Eskişehirspor        |                  |

### Mercato d'hiver

#### Arrivées
| Nom du Joueur      | Nationalité | Âge    | Poste     | Coût        | Provenance            | Durée du contrat |
| ------------------ | ----------- | ------ | --------- | ----------- | --------------------- | ---------------- |
| Izet Hajrović      | BIH         | 22 ans | Milieu    | 3 500 000 € | Grasshopper ZuricH    | 4,5 ans          |
| Salih Dursun       | TUR         | 22 ans | Défenseur | 2 750 000 € | Kayserispor           | 4,5 ans          |
| Umut Gündoğan      | TUR         | 23 ans | Milieu    | 2 000 000 € | Bucaspor              | 4,5 ans          |
| Alex Telles        | BRA         | 21 ans | Défenseur | 6 150 000 € | Grêmio                | 4,5 ans          |
| Koray Günter       | GER         | 19 ans | Défenseur | 2 550 000 € | Borussia Dortmund     | 4,5 ans          |
| Guillermo Burdisso | ARG         | 25 ans | Défenseur | Prêt        | Boca Juniors          | 5 mois           |
| Lucas Ontivero     | ARG         | 19 ans | Milieu    | 2 000 000 € | Centro Atlético Fénix | 4,5 ans          |
| Veysel Sarı        | TUR         | 25 ans | Milieu    | 2 700 000 € | Eskişehirspor         | 4,5 ans          |

#### Départs
| Nom du Joueur  | Nationalité | Âge    | Poste     | Coût           | Provenance      | Durée du contrat |
| -------------- | ----------- | ------ | --------- | -------------- | --------------- | ---------------- |
| Nordin Amrabat | MAR         | 26 ans | Milieu    | Prêt           | Málaga CF       | 6 mois           |
| Albert Riera   | ESP         | 31 ans | Milieu    | Fin de contrat |                 |                  |
| Dany Nounkeu   | CMR         | 27 ans | Défenseur | Prêt           | Beşiktaş        | 6 mois           |
| Bruma          | POR         | 20 ans | Attaquant | Prêt           | Gaziantepspor   | 6 mois           |
| Engin Baytar   | TUR         | 30 ans | Milieu    | Prêt           | Çaykur Rizespor | 6 mois           |

## Calendrier

### Süper Lig
| Date       | J.  | Adversaire      | Lieu                                    | Score | Buteurs                                                                      |
| ---------- | --- | --------------- | --------------------------------------- | ----- | ---------------------------------------------------------------------------- |
| 18/08/2013 | 1re | Gaziantepspor   | Türk Telekom Arena, Istanbul            | 2 - 1 | Sneijder 10e, Burak Yılmaz 51e (pen.)                                        |
| 25/08/2013 | 2e  | Bursaspor       | Bursa Atatürk, Bursa                    | 1 - 1 | Burak Yılmaz 44e                                                             |
| 01/09/2013 | 3e  | Eskişehirspor   | Eskişehir Atatürk, Eskişehir            | 0 - 0 |                                                                              |
| 15/09/2013 | 4e  | MP Antalyaspor  | Türk Telekom Arena, Istanbul            | 1 - 1 | Didier Drogba 75e                                                            |
| 22/09/2013 | 5e  | Beşiktaş        | Recep Tayyip Erdoğan, Istanbul          | 0 - 3 | Didier Drogba 59e, 72e                                                       |
| 29/09/2013 | 6e  | Ç.Rizespor      | Türk Telekom Arena, Istanbul            | 1 - 1 | Engin Baytar 18e                                                             |
| 06/10/2013 | 7e  | Akhisar Bld.    | Manisa 19 Mayıs, Manisa                 | 2 - 1 | Didier Drogba 67e                                                            |
| 20/10/2013 | 8e  | Karabükspor     | Türk Telekom Arena, Istanbul            | 2 - 1 | Sneijder 41e, 83e                                                            |
| 27/10/2013 | 9e  | Kayserispor     | Kayseri Kadir Has, Kayseri              | 2 - 4 | Sneijder 14e, Chedjou 25e, Burak Yılmaz 57e, Didier Drogba 74e               |
| 03/11/2013 | 10e | T.Konyaspor     | Türk Telekom Arena, Istanbul            | 2 - 1 | Didier Drogba 45e, Burak Yılmaz 67e                                          |
| 10/11/2013 | 11e | Fenerbahçe      | Şükrü Saracoğlu, Istanbul               | 2 - 0 |                                                                              |
| 24/11/2013 | 12e | Sivasspor       | Türk Telekom Arena, Istanbul            | 2 - 1 | Burak Yılmaz 13e, Selçuk Inan 36e (pen.)                                     |
| 01/12/2013 | 13e | Kasımpaşa       | Recep Tayyip Erdoğan Stadyumu, Istanbul | 1 - 1 | Burak Yılmaz 60e                                                             |
| 08/12/2013 | 14e | SB Elazığspor   | Türk Telekom Arena, Istanbul            | 2 - 0 | Selçuk Inan 2e, Burak Yılmaz 7e                                              |
| 15/12/2013 | 15e | Gençlerbirliği  | Ankara 19 Mayıs, Ankara                 | 1 - 1 | Didier Drogba 56e                                                            |
| 22/12/2013 | 16e | Trabzonspor     | Türk Telekom Arena, Istanbul            | 2 - 1 | Burak Yılmaz 60e, 67e                                                        |
| 29/12/2013 | 17e | K.Erciyesspor   | Kayseri Kadir Has, Kayseri              | 1 - 3 | Sneijder 2e, Burak Yılmaz 13e, Felipe Melo 33e                               |
| 26/01/2014 | 18e | Gaziantepspor   | Kamil Ocak, Gaziantep                   | 0 - 0 |                                                                              |
| 02/02/2014 | 19e | Bursaspor       | Türk Telekom Arena, Istanbul            | 6 - 0 | Sneijder 12e, 20e, 43e, Eboue 24e, Didier Drogba 66e, Selçuk Inan 88e        |
| 09/02/2013 | 20e | Eskişehirspor   | Türk Telekom Arena, Istanbul            | 3 - 0 | Burak Yılmaz 6e, Aurélien Chedjou 32e, Umut Bulut 90+2e                      |
| 16/02/2013 | 21e | MP Antalyaspor  | Akdeniz Üniversitesi Stadyumu, Antalya  | 2 - 2 | Burak Yılmaz 7e, Umut Bulut 86e                                              |
| 23/02/2013 | 22e | Beşiktaş        | Türk Telekom Arena, Istanbul            | 1 - 0 | Selçuk Inan pen                                                              |
| 02/03/2013 | 23e | Ç.Rizespor      | Yeni Rize Şehir, Rize                   | 1 - 1 | Aurélien Chedjou 61e                                                         |
| 09/03/2013 | 24e | Akhisar Bld.    | Türk Telekom Arena, Istanbul            | 6 - 1 | Didier Drogba 13e, 48e, Alex Telles 18e, Burak Yılmaz 55e, 65e, Sneijder 72e |
| 16/03/2013 | 25e | KDÇ Karabükspor | Necmettin Şeyhoğlu, Karabük             | 0 - 0 |                                                                              |
| 23/03/2013 | 26e | Kayserispor     | Türk Telekom Arena, Istanbul            | 0 - 1 |                                                                              |
| 30/03/2013 | 27e | T.Konyaspor     | Konya Atatürk, Konya                    | 0 - 0 |                                                                              |
| 06/04/2013 | 28e | Fenerbahçe      | Türk Telekom Arena, Istanbul            | 1 - 0 | Wesley Sneijder 9e                                                           |
| 13/04/2013 | 29e | Sivasspor       | Sivas 4 Eylül, Sivas                    | 2 - 1 | Yekta Kurtuluş 42e                                                           |
| 20/04/2013 | 30e | Kasımpaşa       | Türk Telekom Arena, Istanbul            | 0 - 4 |                                                                              |
| 27/04/2013 | 31e | SB Elazığspor   | Elazığ Atatürk, Elâzığ                  | 0 - 1 | Burak Yılmaz 24e                                                             |
| 04/05/2013 | 32e | Gençlerbirliği  | Türk Telekom Arena, Istanbul            | 3 - 2 | Burak Yılmaz 61e, Ahmet Çalık 63e (csc), Umut Bulut 90+3e                    |
| 11/05/2013 | 33e | Trabzonspor     | Hüseyin Avni Aker, Trabzon              | 1 - 4 | Wesley Sneijder 51e, 84e, Selçuk Inan 56e, Umut Bulut 73e                    |
| 18/05/2013 | 34e | K.Erciyesspor   | Türk Telekom Arena, Istanbul            | 2 - 1 | Burak Yılmaz 46e, Umut Bulut 75e                                             |

#### Statistiques championnat
Victoires  - Nuls  - Défaites 
| Journée    | 1  | 2  | 3  | 4  | 5   | 6   | 7   | 8  | 9  | 10 | 11 | 12 | 13 | 14 | 15 | 16 | 17 | 18 | 19 | 20 | 21 | 22 | 23 | 24 | 25 | 26 | 27 | 28 | 29 | 30 | 31 | 32 | 33 | 34 |
| ---------- | -- | -- | -- | -- | --- | --- | --- | -- | -- | -- | -- | -- | -- | -- | -- | -- | -- | -- | -- | -- | -- | -- | -- | -- | -- | -- | -- | -- | -- | -- | -- | -- | -- | -- |
| Terrain    | D  | E  | E  | D  | E   | D   | E   | D  | E  | D  | E  | D  | E  | D  | E  | D  | E  | E  | D  | D  | E  | D  | E  | D  | E  | D  | E  | D  | E  | D  | E  | D  | E  | D  |
| Résultats  |    |    |    |    |     |     |     |    |    |    |    |    |    |    |    |    |    |    |    |    |    |    |    |    |    |    |    |    |    |    |    |    |    |    |
| Points     | 3  | 4  | 5  | 6  | 6   | 7   | 7   | 10 | 16 | 19 | 19 | 22 | 23 | 26 | 27 | 30 | 33 | 34 | 37 | 40 | 41 | 44 | 45 | 48 | 49 | 49 | 50 | 53 | 53 | 53 | 56 | 59 | 62 | 65 |
| Classement | 6e | 3e | 7e | 7e | 10e | 10e | 13e | 9e | 4e | 2e | 6e | 4e | 4e | 3e | 4e | 3e | 2e | 2e | 2e | 2e | 3e | 2e | 2e | 2e | 2e | 3e | 3e | 2e | 3e | 2e | 2e | 2e | 2e | 2e |

### Ligue des Champions

#### Phase de poule
| Date       | J.      | Adversaire     | Lieu                         | Score | Buteurs                                    |
| ---------- | ------- | -------------- | ---------------------------- | ----- | ------------------------------------------ |
| 17/09/2013 | Match 1 | Real Madrid    | Türk Telekom Arena, Istanbul | 1 - 6 | Umut Bulut 86e                             |
| 02/10/2013 | Match 2 | Juventus Turin | Juventus Stadium, Turin      | 2 - 2 | Didier Drogba 39e, Umut Bulut 89e          |
| 23/10/2013 | Match 3 | FC Copenhague  | Türk Telekom Arena, Istanbul | 3 - 1 | Felipe Melo 9e, Sneijder 38e, Drogba 45+1e |
| 05/11/2013 | Match 4 | FC Copenhague  | Parken Stadium, Copenhague   | 1 - 0 |                                            |
| 27/11/2013 | Match 5 | Real Madrid    | Santiago Bernabéu, Madrid    | 4 - 1 | Umut Bulut 38e                             |
| 10/12/2013 | Match 6 | Juventus Turin | Türk Telekom Arena, Istanbul | 1 - 0 | Wesley Sneijder 85e                        |

| Rang | Équipe         | Pts | J | G | N | P | Bp | Bc | Diff |  | Résultats (▼ dom., ► ext.) |     |     |     |     |
| ---- | -------------- | --- | - | - | - | - | -- | -- | ---- |  | -------------------------- | --- | --- | --- | --- |
| 1    | Real Madrid    | 16  | 6 | 5 | 1 | 0 | 20 | 5  | +15  |  | Real Madrid                |     | 4-1 | 2-1 | 4-0 |
| 2    | Galatasaray SK | 7   | 6 | 2 | 1 | 3 | 8  | 14 | -6   |  | Galatasaray SK             | 1-6 |     | 1-0 | 3-1 |
| 3    | Juventus       | 6   | 6 | 1 | 3 | 2 | 9  | 9  | 0    |  | Juventus                   | 2-2 | 2-2 |     | 3-1 |
| 4    | FC Copenhague  | 4   | 6 | 1 | 1 | 4 | 4  | 13 | -9   |  | FC Copenhague              | 0-2 | 1-0 | 1-1 |     |

#### Huitièmes de finale
| Date       | J.     | Adversaire | Lieu                         | Score | Buteurs              |
| ---------- | ------ | ---------- | ---------------------------- | ----- | -------------------- |
| 26/02/2014 | Aller  | Chelsea FC | Türk Telekom Arena, Istanbul | 1 - 1 | Aurélien Chedjou 64e |
| 18/03/2014 | Retour | Chelsea FC | Stamford Bridge, Londres     | 2 - 0 |                      |

### Supercoupe de Turquie
| Dimanche 11 août 2013 | Galatasaray SK | 1 - 0 (a.p.) | Fenerbahçe SK                                                             | 20:30 EET - Kadir Has, Kayseri              |                                             |
|                       | Nordin Amrabat 28e · Hamit Altintop 37e · Gökhan Zan 49e · Felipe Melo 80e · Didier Drogba 99e, 115e · Fernando Muslera 120e |              | Mehmet Topuz 46e · Bruno Alves 63e · Pierre Webo 62e · Caner Erkin 120+2e | Spectateurs : - Arbitrage : Bülent Yıldırım | Spectateurs : - Arbitrage : Bülent Yıldırım |

## Statistiques

### Meilleurs Buteurs
| Rg | Nat. | Nom du Joueur    | Championnat | LDC | Coupe | Supercoupe | TOTAL |
| -- | ---- | ---------------- | ----------- | --- | ----- | ---------- | ----- |
| 1  |      | Burak Yılmaz     | 16          | -   | 2     | -          | 18    |
| 2  |      | Wesley Sneijder  | 12          | 2   | 3     | -          | 17    |
| 3  |      | Didier Drogba    | 8           | 2   | 1     | 1          | 12    |
| 4  |      | Umut Bulut       | 5           | 3   | 1     | -          | 9     |
| 5  |      | Selçuk Inan      | 5           | -   | 4     | -          | 9     |
| 6  |      | Aurélien Chedjou | 3           | 1   | -     | -          | 4     |
| 7  |      | Felipe Melo      | 1           | 1   | 1     | -          | 3     |
| 8  |      | Engin Baytar     | 1           | -   | 1     | -          | 2     |
| 9  |      | Yekta Kurtuluş   | 1           | -   | 1     | -          | 2     |
| 10 |      | Emmanuel Eboue   | 1           | -   | -     | -          | 1     |
| 11 |      | Alex Telles      | 1           | -   | -     | -          | 1     |
| 12 |      | Nordin Amrabat   | -           | -   | 2     | -          | 2     |
| 13 |      | Emre Çolak       | -           | -   | 1     | -          | 1     |
| 14 |      | Albert Riera     | -           | -   | 1     | -          | 1     |
| 15 |      | Bruma            | -           | -   | 1     | -          | 1     |
| 16 |      | Ceyhun Gülselam  | -           | -   | 1     | -          | 1     |
| 17 |      | Sabri Sarıoğlu   | -           | -   | 1     | -          | 1     |
| 18 |      | Izet Hajrović    | -           | -   | 1     | -          | 1     |
| 19 |      | Veysel Sarı      | -           | -   | 1     | -          | 1     |
|    |      | CSC              | 2           | -   | -     | -          | 2     |
|    |      | Total            | 56          | 9   | 23    | 1          | 89'   |

### Statistiques Joueur
| N° | Nat. | Nom           | Championnat  | Championnat | Championnat              | Championnat | Championnat  | Coupe de Turquie | Coupe de Turquie | Coupe de Turquie | Coupe de Turquie | Coupe de Turquie | Ligue des champions | Ligue des champions | Ligue des champions | Ligue des champions | Ligue des champions | Supercoupe de Turquie | Supercoupe de Turquie | Supercoupe de Turquie | Supercoupe de Turquie | Supercoupe de Turquie | Total        | Total       | Total            | Total  | Total        |
| N° | Nat. | Nom           | Matchs Joués | But inscrit | Passes décisives         | Averti      | Carton rouge | Matchs Joués     | But inscrit      | Passes décisives | Averti           | Carton rouge     | Matchs Joués        | But inscrit         | Passes décisives    | Averti              | Carton rouge        | Matchs Joués          | But inscrit           | Passes décisives      | Averti                | Carton rouge          | Matchs Joués | But inscrit | Passes décisives | Averti | Carton rouge |
| -- | ---- | ------------- | ------------ | ----------- | ------------------------ | ----------- | ------------ | ---------------- | ---------------- | ---------------- | ---------------- | ---------------- | ------------------- | ------------------- | ------------------- | ------------------- | ------------------- | --------------------- | --------------------- | --------------------- | --------------------- | --------------------- | ------------ | ----------- | ---------------- | ------ | ------------ |
| 25 |      | Muslera       | 20           | –           | 1                        | –           | –            | –                | –                | –                | –                | –                | 5                   | –                   | –                   | 2                   | –                   | 1                     | –                     | –                     | 1                     | –                     | –            | –           | –                | –      | –            |
| 67 |      | Eray İşcan    | 4            | –           | –                        | 1           | –            | 1                | –                | –                | –                | –                | 2                   | –                   | –                   | –                   | –                   | –                     | –                     | –                     | –                     | –                     | –            | –           | –                | –      | –            |
| 86 |      | Ufuk Ceylan   | –            | –           | –                        | –           | –            | 5                | –                | –                | –                | –                | –                   | –                   | –                   | –                   | –                   | –                     | –                     | –                     | –                     | –                     | –            | –           | –                | –      | –            |
| 82 |      | A. Erçetin    | –            | –           | –                        | –           | –            | 3                | –                | –                | –                | –                | –                   | –                   | –                   | –                   | –                   | –                     | –                     | –                     | –                     | –                     | –            | –           | –                | –      | –            |
| 5  |      | Gökhan Zan    | 10           | –           | –                        | 1           | –            | 1                | –                | –                | 1                | –                | 3                   | –                   | –                   | 1                   | –                   | 1                     | –                     | –                     | 1                     | –                     | –            | –           | –                | –      | –            |
| 13 |      | D. Nounkeu    | 7            | –           | –                        | 1           | 1            | 3                | –                | –                | 1                | –                | 3                   | –                   | 1                   | –                   | –                   | –                     | –                     | –                     | –                     | –                     | –            | –           | –                | –      | –            |
| 11 |      | Albert Riera  | 4            | –           | –                        | 2           | –            | 4                | 1                | –                | 1                | –                | 5                   | –                   | –                   | 2                   | –                   | –                     | –                     | –                     | –                     | –                     | –            | –           | –                | –      | –            |
| 22 |      | Hakan Balta   | 16           | –           | –                        | 2           | –            | 6                | –                | –                | 1                | –                | 2                   | –                   | –                   | –                   | –                   | 1                     | –                     | 1                     | –                     | –                     | –            | –           | –                | –      | –            |
| 40 |      | Emre Coşkun   | –            | –           | –                        | –           | –            | 2                | –                | –                | –                | –                | –                   | –                   | –                   | –                   | –                   | –                     | –                     | –                     | –                     | –                     | –            | –           | –                | –      | –            |
| 15 |      | Alex Telles   | 5            | 1           | 1                        | –           | –            | 1                | –                | –                | –                | –                | 1                   | –                   | –                   | –                   | –                   | –                     | –                     | –                     | –                     | –                     | –            | –           | –                | –      | –            |
| 26 |      | Semih Kaya    | 19           | –           | –                        | 1           | –            | 2                | –                | –                | –                | –                | 5                   | –                   | –                   | –                   | –                   | 1                     | –                     | –                     | –                     | –                     | –            | –           | –                | –      | –            |
| 28 |      | Koray Günter  | 1            | –           | –                        | –           | –            | 2                | –                | –                | –                | –                | –                   | –                   | –                   | –                   | –                   | –                     | –                     | –                     | –                     | –                     | –            | –           | –                | –      | –            |
| 21 |      | Chedjou       | 16           | 3           | –                        | 4           | –            | 3                | –                | –                | –                | –                | 7                   | 1                   | –                   | –                   | –                   | –                     | –                     | –                     | –                     | –                     | –            | –           | –                | –      | –            |
| 27 |      | Eboué         | 15           | –           | 1                        | –           | –            | 3                | –                | –                | –                | –                | 7                   | –                   | 2                   | –                   | –                   | 1                     | –                     | –                     | –                     | –                     | –            | –           | –                | –      | –            |
| 55 |      | Sabri S.      | 17           | –           | 3                        | 4           | –            | 3                | 1                | –                | –                | –                | –                   | –                   | –                   | –                   | –                   | –                     | –                     | –                     | –                     | –                     | –            | –           | –                | –      | –            |
| 20 |      | G.Burdisso    | 1            | –           | –                        | 1           | –            | 2                | –                | –                | –                | –                | –                   | –                   | –                   | –                   | –                   | –                     | –                     | –                     | –                     | –                     | –            | –           | –                | –      | –            |
| 66 |      | Salih Dursun  | 2            | –           | –                        | –           | –            | 4                | –                | –                | 1                | –                | –                   | –                   | –                   | –                   | –                   | –                     | –                     | –                     | –                     | –                     | –            | –           | –                | –      | –            |
| 4  |      | Hamit A.      | 3            | –           | –                        | 1           | –            | 1                | –                | –                | –                | –                | –                   | –                   | –                   | –                   | –                   | 1                     | –                     | –                     | 1                     | –                     | –            | –           | –                | –      | –            |
| 6  |      | Gülselam      | 15           | –           | 122221121222222222222225 | –           | –            | 1                | –                | 7                | 1                | –                | 2                   | –                   | 1                   | –                   | –                   | 1                     | –                     | –                     | –                     | –                     | –            | –           |                  |        |              |
| 10 |      | W.Sneijder    | 19           | 9           | 6                        | 2           | –            | 3                | –                | –                | –                | –                | 6                   | 2                   | 1                   | 1                   | –                   | 1                     | –                     | –                     | –                     | –                     | –            | –           | –                | –      | –            |
| 35 |      | Yekta         | 9            | –           | –                        | 1           | –            | 6                | 1                | 2                | 1                | –                | 1                   | –                   | –                   | –                   | –                   | –                     | –                     | –                     | –                     | –                     | –            | –           | –                | –      | –            |
| 50 |      | Engin Baytar  | 7            | 1           | –                        | 1           | –            | 1                | 1                | –                | –                | –                | 1                   | –                   | –                   | –                   | –                   | –                     | –                     | –                     | –                     | –                     | –            | –           | –                | –      | –            |
| 88 |      | Veysel Sarı   | 4            | –           | –                        | –           | –            | 1                | 1                | –                | 1                | –                | –                   | –                   | –                   | –                   | –                   | –                     | –                     | –                     | –                     | –                     | –            | –           | –                | –      | –            |
| 94 |      | Ontivero      | –            | –           | –                        | –           | –            | 2                | –                | 1                | –                | –                | –                   | –                   | –                   | –                   | –                   | –                     | –                     | –                     | –                     | –                     | –            | –           | –                | –      | –            |
| 52 |      | Emre Çolak    | 12           | –           | 1                        | –           | –            | 7                | 1                | 3                | –                | –                | –                   | –                   | –                   | –                   | –                   | 1                     | –                     | –                     | –                     | –                     | –            | –           | –                | –      | –            |
| 14 |      | Izet Hajrović | 3            | –           | 1                        | –           | –            | 1                | 1                | 1                | –                | –                | 1                   | –                   | –                   | –                   | –                   | –                     | –                     | –                     | –                     | –                     | –            | –           | –                | –      | –            |
| 53 |      | Amrabat       | 4            | –           | –                        | –           | –            | 3                | 2                | –                | –                | –                | 5                   | –                   | 1                   | 1                   | –                   | 1                     | –                     | –                     | 1                     | –                     | –            | –           | –                | –      | –            |
| 7  |      | Aydın Yılmaz  | 6            | –           | 1                        | 1           | –            | 2                | –                | –                | 1                | –                | 1                   | –                   | –                   | –                   | –                   | –                     | –                     | –                     | –                     | –                     | –            | –           | –                | –      | –            |
| 20 |      | Bruma         | 7            | –           | 3                        | –           | –            | 3                | 1                | 2                | –                | –                | 5                   | –                   | –                   | –                   | –                   | –                     | –                     | –                     | –                     | –                     | –            | –           | –                | –      | –            |
| 41 |      | Berk Ismail   | –            | –           | –                        | –           | –            | 2                | –                | –                | –                | –                | –                   | –                   | –                   | –                   | –                   | –                     | –                     | –                     | –                     | –                     | –            | –           | –                | –      | –            |
| 17 |      | Burak Y.      | 23           | 14          | 6                        | 2           | –            | 3                | –                | –                | –                | 1                | 5                   | –                   | –                   | –                   | –                   | –                     | –                     | –                     | –                     | –                     | –            | –           | –                | –      | –            |
| 19 |      | Umut Bulut    | 19           | 2           | 2                        | 1           | –            | 8                | 1                | 1                | 1                | –                | 7                   | 3                   | –                   | 1                   | –                   | 1                     | –                     | –                     | –                     | –                     | –            | –           | –                | –      | –            |
| 32 |      | Ibrahim C.    | –            | –           | –                        | –           | –            | 1                | –                | –                | 1                | –                | –                   | –                   | –                   | –                   | –                   | –                     | –                     | –                     | –                     | –                     | –            | –           | –                | –      | –            |
| 12 |      | D.Drogba      | 22           | 10          | 4                        | 4           | –            | 3                | 1                | –                | –                | –                | 7                   | 2                   | 3                   | –                   | –                   | 1                     | 1                     | –                     |                       | –                     | –            | –           | –                | –      | –            |